# Dolmen de Boera
El Dolmen de Boera és un monument megalític de la comuna de Prada, a la comarca del Conflent, de la Catalunya del Nord.
Està situat a Boera, a prop de l'extrem meridional del terme de Prada, a llevant del Mas de Noguerol, a la carena que separa les valls del Còrrec de la Bassa (ponent) i del Còrrec de Sant Jaume (llevant).
Fou donat a conèixer per Joan Abelanet l'any 1970.